# 14. september
A 14. september egy feröeri újság volt. 1947 és 1994 között adták ki. Politikailag a Tjóðveldisflokkurin nevű, a Dániától való elszakadást támogató párthoz (Köztársaság Párt) kötődött. Nevét az 1946-os autonómia-népszavazás dátumáról, szeptember 14-ről kapta.

## Főszerkesztők
- 1947 - 1949 Dánial Pauli Danielsen[2]
- 1949 - 1962 Erlendur Patursson[1]
- 1962 - 1973 Ólavur Michelsen[3]
- 1973 - 1976 Erlendur Patursson[1]
- 1976 - 1978 Ólavur Michelsen[3]
- 1978 - 1980 Leivur Hansen

- 1991 - 1993 Finnbogi Ísakson
- 1992 - 1994 Hergeir Nielsen[4]

## Fordítás
- Ez a szócikk részben vagy egészben a 14. september (tíðindablað) című feröeri Wikipédia-szócikk ezen változatának fordításán alapul.  Az eredeti cikk szerkesztőit annak laptörténete sorolja fel. Ez a jelzés csupán a megfogalmazás eredetét és a szerzői jogokat jelzi, nem szolgál a cikkben szereplő információk forrásmegjelöléseként.